# Böhmisches Landrecht
Das Böhmische Landrecht (tschechisch zemský soud český) entstand im 13. Jahrhundert. Von der Mitte des 15. Jahrhunderts bis 1621 war es das höchste Gericht im Königreich Böhmen.

## Geschichte

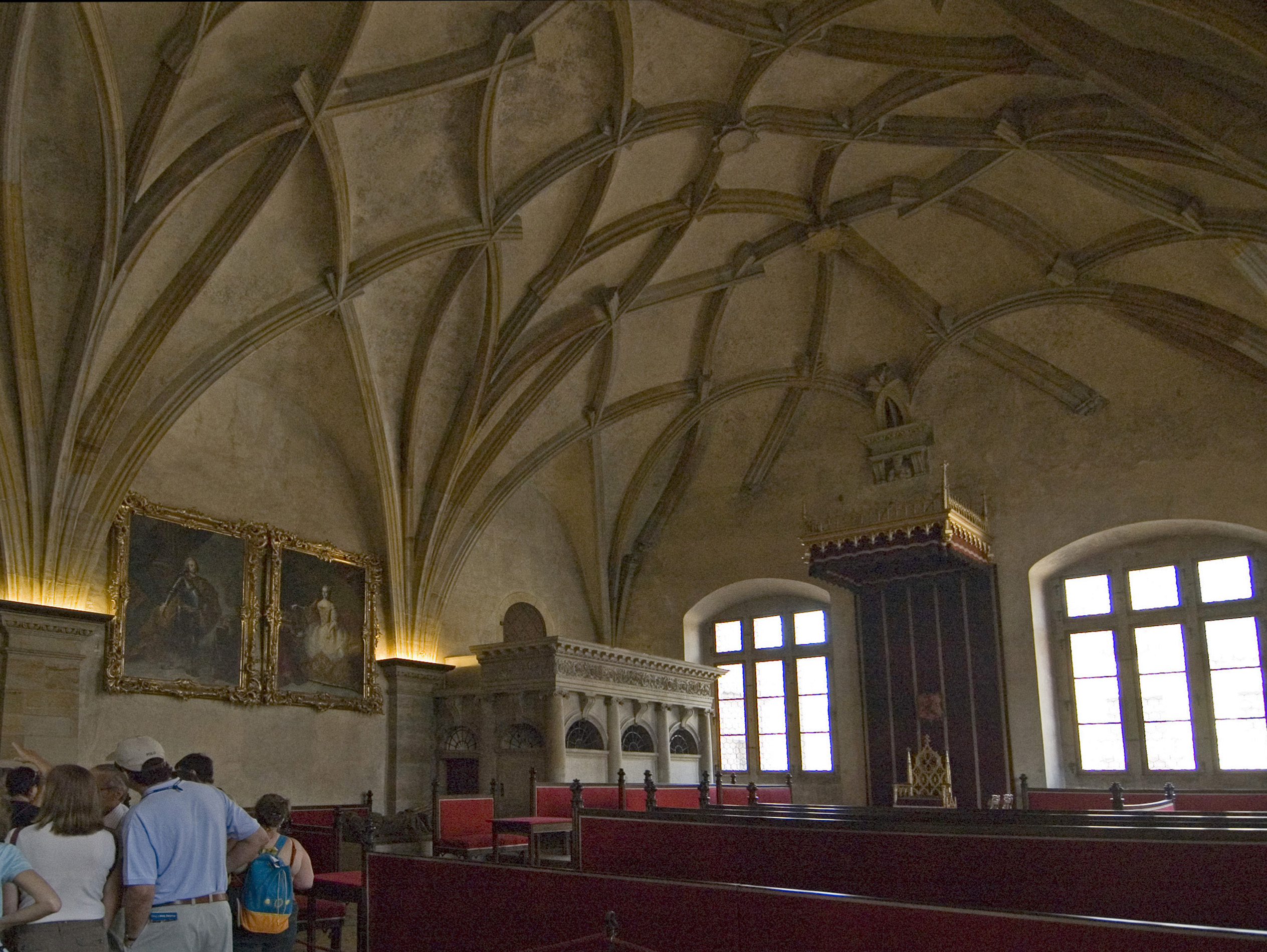
Alter Landtagssaal

Das Böhmische Landrecht war für alle zivil- und strafrechtlichen Streitigkeiten des böhmischen Adels zuständig. Die Herren und Ritter hatten das Privileg, sich vor keinem königlichen Gericht verantworten zu müssen. Die Richter am Landgericht gehörten ebenfalls dem böhmischen Adel an. des höchsten böhmischen Gerichtshofes, Bis 1437 war das oberste Landgericht zunächst nur mit Mitgliedern des böhmischen Herrenstandes besetzt.
Die Rechtsprechung folgte dem alten tschechischen Gewohnheitsrecht, richtete sich außerdem nach den urkundlich dokumentierten Privilegien des Adels und folgte im 16. Jahrhundert den Prinzipien der Vladislavschen Landesordnung. Zur selben Zeit beeinflusste auch das an den europäischen Universitäten gelehrte Römische Recht zunehmend die Urteilsfindung.
Urteile des Gerichts wurden in den Landtafeln registriert. Die Amtsräume des Landrechts befanden sich auf der Prager Burg in der Nähe des Vladislavsaals im Alten Landtagssaal, in dem auch der Böhmische Landtag tagte.

## Zusammensetzung
Das Amtspersonal des Landrechts war wie die übrigen Böhmischen Landesämter dem Adel vorbehalten:
- Oberstlandrichter, der den Vorsitz beim Landrecht als Mitglied des Herrenstands hatte
- Unterlandrichter (Stellvertreter des Oberstlandrichters) als Mitglied des Ritterstands in Böhmen[2]
- Oberstlandschreiber (Vorsteher der Kanzlei des Landrechts) als Mitglied des Ritterstands
- Beisitzer aus dem Herren- und Ritterstand

Dabei führten die Macht- und Religionskämpfe in der Zeit nach den Hussitenkriegen zu einer rechtlich kodifizierten inneren Gliederung des Adels in einen höheren (Herren-) und einen niederen (Ritter-)Stand. Bei der Besetzung der Stellen im erneuerten Landesgericht trat erstmals 1435 unter den Beisitzern der weniger vornehme Kriegeradel auf. Die Sitzordnung bei den Verhandlungen des Landrechts war mit der der Landtage fast identisch.

## Bekannte Landrichter (Auswahl)
- Ondřej z Dubé (1361 bis 1394)
- Peter der Jüngere von Sternberg[4]
- Jan Rudolf Trčka von Lípa

## Entwicklungen
Das Landrecht existierte unter veränderten verfassungsrechtlichen Rahmenbedingungen auch nach der Niederschlagung der Böhmischen Konföderation (1621) mit den Veränderungen der Verneuerten Landesordnung Ferdinands II. bis ins 19. Jahrhundert hinein. Damals wurde in der Habsburgermonarchie das moderne Bürgerliche Recht eingeführt.